# Agente de desenvolvimento
O Agente de Desenvolvimento (AD) é uma figura criada pela Lei Complementar 128/2008, em alteração à Lei Geral da Micro e Pequena empresa (LC123/2006). Esse ator terá a atribuição de articular ações públicas para promoção do desenvolvimento local e territorial, mediante ações locais ou comunitárias, que visem ao cumprimento dos dispositivos e diretrizes previstos na Lei Geral, visando melhorar o ambiente de negócios para os pequenos negócios e estimular o empreendedorismo.

## Contextualização
O AD é um representante do poder público responsável por participar do planejamento das políticas de desenvolvimento do município, discutindo e articulando iniciativas relacionadas, dentre outras coisas, à melhoria do ambiente de negócios para os micro e pequenos empreendimentos.
O Brasil passa por um momento econômico favorável, com grande inserção internacional, o que traz para o país uma série de recursos direcionados para investimento produtivo. O Agente tem um papel crucial para que o município se aproprie dessas oportunidades. Para isso, ele deve ter capacidade de visão, gestão e agregação da sociedade e dos líderes municipais e regionais, pois é o AD que vai “respirar” a causa do desenvolvimento do Município todos os dias.
O Manual do Desenvolvimento dos Municípios sublinha que:
O papel do Agente e sua influência positiva no Município vão além das atividades relativas à Lei Geral. A expectativa é a de que o Agente venha a desempenhar um papel importante de coordenação e continuidade das atividades para desenvolvimento sustentável do Município, juntamente com o poder público municipal e as lideranças do setor privado local (2011).
As entidades de apoio empresarial, como Sebrae, as instituições municipalista, como a Confederação Nacional de Municípios (CNM) e a Frente Nacional de Prefeitos (FNP), e órgãos do governo Federal ligados aos desenvolvimento empresarial, como o Ministério do Desenvolvimento, Indústria e Comércio Exterior, vão apoiar o Agente fornecendo subsídios que o permitam ter uma visão global da economia para direcionar seus esforços localmente no município.
A figura do Agente de Desenvolvimento parte de uma valorização, trazida pela Lei Geral das Micro e Pequenas Empresas, do desenvolvimento bottom-up (de baixo para cima), que é uma abordagem de valorização da iniciativa e da competitividade local, considera variáveis sociais e ambientais e busca uma mobilização da sociedade. De acordo com Santiago:
Em um cenário muitas vezes desfavorável, no qual a comunidade local, historicamente desencorajada pela concentração produtiva e delineamento de políticas “de cima para baixo”, não consegue se mobilizar e perceber suas oportunidades, a capacitação de agentes de desenvolvimento local pode representar uma alternativa estratégica para a aplicação das premissas necessárias para que os territórios atinjam o dinamismo socioeconômico esperado (2008).
O Serviço Brasileiro de Apoio às Micro e Pequenas Empresas (Sebrae), a Confederação Nacional de Municípios (CNM), a Frente Nacional de Prefeitos (FNP) e a Secretaria da Micro e Pequena Empresa têm promovido ações para estruturar uma Rede de Agentes de Desenvolvimento.

## Implementador de políticas públicas
A criação dessa função visou estruturar uma rede de parceiros, que velassem pelo cumprimento da Lei Geral nos municípios. Bill Slee afirma que “a cultura local medeia o processo de desenvolvimento” (2010, p.6). O Agente de Desenvolvimento, como representante local, ganha mais legitimidade, por conhecer a realidade dos pequenos negócios de seu município. Assim, ele utiliza esse conhecimento endógeno para mediar o processo de implementação da Lei Geral na cidade.
A Lei 128/2008 buscou enfatizar essa componente local, ao estabelecer que o Agente de Desenvolvimento deva residir na área da comunidade onde atuar.  Como bem lembra Jair do Amaral Filho, “supõe-se que as instâncias locais podem captar melhor as informações, além de poderem manter uma interação, em tempo real, com produtores e com consumidores finais” (2001,p.269).
A efetivação dos dispositivos da Lei Geral, como mostra Cecília Miranda, pode ser entendida como uma política pública, tendo em vista que sua concepção originou-se de um processo de articulação entre o Estado e a sociedade civil. O Agente de Desenvolvimento é fundamental, dessa forma, para dar capilaridade aos esforços de implementação dessa política, agregando a ela as peculiaridades locais e ajudando a criar uma rede de parceiros dentro do município para apoiar os pequenos negócios.
Como afirma Ana Lilian Vega, o Agente é alguém “capaz de observar, analisar, incluir, entender e traduzir muito da lógica e da racionalidade de outros atores locais (políticos, sociedade civil, industriais, sindicalistas etc) para incorporar proposta de acordo e desenvolver as atividades necessárias” (p.2 http://us.monografias.com/docs81/local-development/local-development2.shtml).  Ou seja, o AD é um articulador que visa unir forças em prol dos empreendedores locais.

## Conclusão
Como apontado na parte inicial deste artigo, o empreendedor é peça-chave para o desenvolvimento local. Por meio da ação empresarial, gera-se um conjunto de informações que vão permitir alocar os recursos escassos da maneira mais eficiente possível.
Além disso, o fortalecimento do setor empresarial gera riqueza e empregos no município, o que contribui para o empoderamento da sociedade civil. Dessa forma, retira-se essa função do poder público e abre-se espaço para que a administração municipal atue como articuladora e potencializadora das oportunidades identificadas pelos empreendedores, saindo de um paradigma de ofertante de serviços para uma posição de parceira estratégica e apoiadora de um modelo de desenvolvimento focado no poder-potência, caracterizado pela descentralização e pela participação plural de todos os setores da sociedade, contribuindo para transformar o território em uma entidade viva e personalizada.
No contexto do desenvolvimento local,  criam-se então novas institucionalidades, como aponta Silveira: : 
i) aqueles que se constituem como espaço de concertação e participação socioinstitucional (como câmaras, comitês, fóruns e conselhos de desenvolvimento) e ii) aquelas voltadas para a viabilização de serviços inovadores para o desenvolvimento territorial com graus variáveis de intersetorialidade. (Silveira e Costa Reis apud Silveira, 2007, p.30)
É nesse cenário que se insere a figura do Agente de Desenvolvimento, que é um ator da administração público local, dedicado a promover articulações com as representações do território de modo a sedimentar um modelo de valorização da função empresarial, principalmente no segmento dos pequenos negócios, e assim ajudar na geração de empregado e renda por meio das potencialidades locais.